# Perdifumo
Perdifumo är en ort och kommun i provinsen Salerno i regionen Kampanien i Italien. Kommunen hade 1 769 invånare (2017).